# Pristomyrmex thoracicus
Pristomyrmex thoracicus é uma espécie de formiga do gênero Pristomyrmex, pertencente à subfamília Myrmicinae.